# Овчинников, Роман Константинович
Роман Константинович Овчинников (5 февраля 1987, Ленинград, СССР) — российский футболист, нападающий.

## Карьера
Воспитанник футбольных школ «Смена» и «Зенит» (Санкт-Петербург). Первый тренер — Николай Евгеньевич Ларионов. В 2004 году выступал за дубль «Зенита», затем перешёл в клуб второго дивизиона «Петротрест».
Летом 2005 года пополнил ряды борисовского БАТЭ, где был основным игроком дублирующего состава.
В высшей лиге чемпионата Белоруссии провёл один матч — вышел на замену на 75-й минуте в матче против новополоцкого «Нафтана». По окончании сезона покинул белорусский клуб.
Позже играл на любительском уровне за клубы «Еврострой» из Всеволожска, питерские СМУ-303, «Коломяги-47» и «Русфан».